# Antonio Francesco Peruzzini

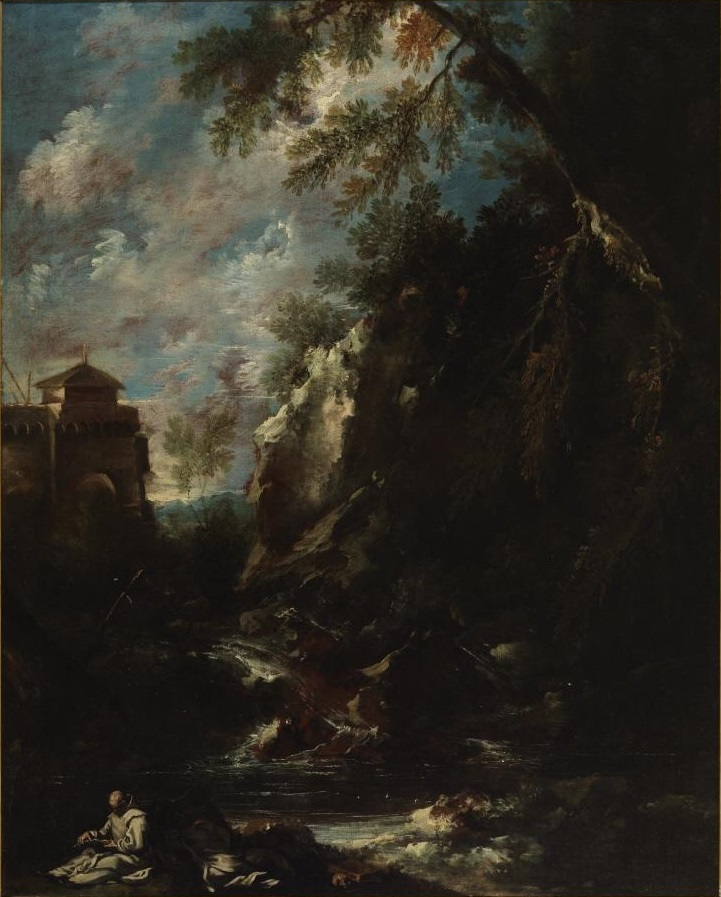
Paisaje con un cartujo leyendo, óleo sobre lienzo, 93 x 74,50 cm, Madrid, Museo Cerralbo.

Antonio Francesco Peruzzini (Ancona, c. 1643/1646-Milán, 1724) fue un pintor barroco italiano especializado en paisajes, en los que se advierte la influencia de Salvator Rosa libremente interpretada con un sentido muy barroco del color y del movimiento.
Hijo y hermano de pintores, hubo de recibir su formación en el taller familiar que no tardó en abandonar para completar sus estudios. En 1663 se encontraba en Roma desde donde envió a Turín algunas pinturas para Carlos Manuel II de Saboya y pintó un par de marinas en borrasca para el músico romano Giulio Cavalletti, que algo después las regaló a la Santa Casa de Loreto donde aún se guardan.
Pasó luego a Bolonia donde es posible que permaneciese de 1682 a 1689. Trabajó aquí para el conde Annibale Ranuzzi y colaboró con Sebastiano Ricci y Giovanni Antonio Burrini, quienes le pintaron las figuras de dos cuadros mitológicos perdidos: Pan y Siringa y Diana con amorcillos. De 1690 a 1695 residió en Milán donde colaboró de nuevo con Sebastiano Ricci en la pintura de una Tentación de san Antonio para el marqués Cesare Pagani.
En los primeros años del siglo XVIII se estableció en la Toscana donde estrechó sus relaciones de amistad y colaboración con Alessandro Magnasco, con quien se trasladó en la década siguiente a Milán. Fruto de esa colaboración, en la que Peruzzini pintaba los fondos boscosos y Magnasco las pequeñas y agitadas figuras, son obras como el Cristo servido por los ángeles del Museo del Prado, o el Paisaje con la tentación de Cristo del LACMA. La asociación entre los dos pintores, aunque fecunda en vida, a la larga perjudicó a la fama póstuma de Peruzzini, quien cayó en el olvido con la llegada del neoclasicismo y la atribución a Magnasco de muchos de sus paisajes.
El museo Cerralbo de Madrid conserva dos paisajes boscosos con cartujos atribuidos a Peruzzini por Gonzalo Redín Michaux en el catálogo De Bronzino a Giaquinto: pintura italiana en el Museo Cerralbo, Madrid, 2009, dejando sin atribución la autoría de las figuras.